# Kodațke, Sînelnîkove
Kodațke (în ucraineană Кодацьке) este un sat în comuna Velîkomîhailivka din raionul Sînelnîkove, regiunea Dnipropetrovsk, Ucraina.

## Demografie
Componența lingvistică a localității Kodațke
     Ucraineană (89,13%)
     Rusă (8,7%)
     Română (1,09%)
     Belarusă (1,09%)
Conform recensământului din 2001, majoritatea populației localității Kodațke era vorbitoare de ucraineană (89,13%), existând în minoritate și vorbitori de rusă (8,7%), română (1,09%) și belarusă (1,09%).